# Parco nazionale del Monte Popa
Il parco nazionale del Monte Popa (in birmano ပုပ္ပားတောင်အမျိုးသားဥယျာဉ်) è un'area naturale protetta che si trova nel centro della Birmania. Istituito nel 1989, circonda la zona montuosa del monte Popa.